# Batalla de Shayuan
La batalla de Shayuan es refereix a la segona guerra a la Xina de les Dinasties Meridionals i Septentrionals entre Wei occidental i Wei oriental. Va ocórrer el 537 EC.

## Antecedents
A principis del segle VI dC, la dinastia Wei del Nord havia estat controlant el nord de la Xina durant més de 100 anys, però una sèrie d'esdeveniments a principis de segle provocaran el seu col·lapse.
El general Gao Huan va reunir els seus homes per tornar-se contra el clan Erzhu, entrant i prenent la capital Luoyang en 532. Confiat en el seu èxit, va deposar l'emperador Jiemin de Wei del Nord, recolzat pel clan Erzhu i per Yuan Lang, emperador anteriorment recolzat pel mateix Gao, i va imposar l'emperador Xiaowu de Wei del Nord al tron de Luoyang i va continuar les seves campanyes a l'estranger. L'emperador i el cap militar de Luoyang, Husi Chun, va començar a conspirar contra Gao Huan però aquest va aconseguir mantenir el control i l'emperador i un grapat de seguidors van fugir cap a l'oest, a la regió governada pel poderós senyor de la guerra Yuwen Tai. Gao Huan va anunciar aleshores la seva decisió de traslladar el tribunal de Luoyang a la seva capital, Ye. Amb dos aspirants rivals al tron de Wei del Nord, es va produir la divisió de l'estat el 534–535 en el Wei oriental i el Wei occidental. Els Wei orientals eren inicialment significativament més forts i semblava probable que acabaran ràpidament amb el Wei occidental.

## La batalla
Yuwen Tai de Wei occidental va emboscar amb èxit i va derrotar un exèrcit molt més gran de Gao Huan de Wei oriental que marxava cap a Chang'an.

## Conseqüències
La batalla va canviar molt l'equilibri de poder entre el Wei occidental i el Wei oriental, reduint les forces orientals prou significativament per no poder amenaçar la plana de Guanzhong el cor de Wei occidental, i Wei occidental va amenaçar el territori oriental, i el general occidental Dugu Xin va ocupar breument l'antiga capital del Wei del nord, Luoyang, el 538.
Ni el Wei oriental ni el Wei occidental van ser de llarga vida. L'any 550, el fill de Gao Huan, Gao Yang, va obligar l'emperador Xiaojing de Wei oriental a cedir-li el tron, acabant amb el Wei oriental i establint la Dinastia Qi del Nord, i l'any 557, el nebot de Yuwen Tai, Yuwen Hu, va obligar l'emperador Gong de Wei occidental a cedir el tron al fill de Yuwen Tai, Yuwen Jue, acabant amb el Wei occidental i establint el Zhou del Nord. El 581, l'oficial de Zhou del Nord Yang Jian va fer que l'emperador li cedís el tron, establint la dinastia Sui, que restabliria la unitat xinesa.